# Subiaco (Arkansas)
Subiaco é uma cidade  localizada no estado americano de Arkansas, no Condado de Logan.

## Demografia
Segundo o censo americano de 2000, a sua população era de 439 habitantes.
Em 2006, foi estimada uma população de 447, um aumento de 8 (1.8%).

## Geografia
De acordo com o United States Census Bureau, a localidade tem uma área de 4,8 km², sem área coberta por água.

## Localidades na vizinhança
O diagrama seguinte representa as localidades num raio de 24 km ao redor de Subiaco.